# George Szell
George Szell ([ˈsɛl]?; 7. juni 1897 i Budapest – 30. juli 1970 i Cleveland), oprindeligt György Széll, György Endre Szél eller Georg Szell, var en amerikansk dirigent og komponist med ungarsk baggrund. Han anses generelt for at være én af det 20. århundredes største dirigenter. Han huskes i dag for sin lange og succesfulde ansættelse som chefdirigent for Cleveland Orchestra, og for indspilninger af det almindelige klassiske repertoire han udførte i Cleveland samt med andre orkestre.